# Buckhead
Buckhead é uma cidade  localizada no estado americano de Geórgia, no Condado de Morgan.

## Demografia
Segundo o censo americano de 2000, a sua população era de 205 habitantes.
Em 2006, foi estimada uma população de 222, um aumento de 17 (8.3%).

## Geografia
De acordo com o United States Census Bureau tem uma área de 
2,1 km², dos quais 2,1 km² cobertos por terra e 0,0 km² cobertos por água. Buckhead localiza-se a aproximadamente 150 m acima do nível do mar.

## Localidades na vizinhança
O diagrama seguinte representa as localidades num raio de 28 km ao redor de Buckhead. 